# Фернандо Вісенте
Фернандо Вісенте (ісп. Fernando Vicente; нар. 8 березня 1977) — колишній іспанський тенісист.
Найвищу одиночну позицію світового рейтингу — 29 місце досяг 12 червня 2000, парну — 61 місце — 27 листопада 2006 року.
Здобув 3 одиночні та 2 парні титули.
Найвищим досягненням на турнірах Великого шолома було 4 коло в одиночному розряді.
Завершив кар'єру 2011 року.

## Фінали за кар'єру

### Одиночний розряд: 6 (3–3)
| Легенда                  |
| ------------------------ |
| Великий шлем (0–0)       |
| Tennis Masters Cup (0–0) |
| Серія Мастерс ATP (0–0)  |
| Серія турнірів ATP (0–1) |
| Тур ATP (3–2)            |

| Фінали за покриттям |
| ------------------- |
| Тверде (0–0)        |
| Ґрунт (3–3)         |
| Трава (0–0)         |
| Килим (0–0)         |

| Результат | W/L | Дата     | Турнір                 | Покриття | Суперник          | Рахунок                      |
| --------- | --- | -------- | ---------------------- | -------- | ----------------- | ---------------------------- |
| Поразка   | 0–1 | Бер 1999 | Касабланка, Марокко    | Ґрунт    | Альберто Мартін   | 3–6, 4–6                     |
| Перемога  | 1–1 | Чер 1999 | Мерано, Італія         | Ґрунт    | Хішам Аразі       | 6–2, 3–6, 7–6(7–1)           |
| Поразка   | 1–2 | Лип 1999 | Кіцбюель, Австрія      | Ґрунт    | Альберт Коста     | 5–7, 2–6, 7–6(7–5), 6–7(4–7) |
| Перемога  | 2–2 | Кві 2000 | Касабланка, Марокко    | Ґрунт    | Себастьян Грожан  | 6–4, 4–6, 7–6(7–3)           |
| Перемога  | 3–2 | Січ 2001 | Богота, Колумбія       | Ґрунт    | Хуан Ігнасіо Чела | 6–4, 7–6(8–6)                |
| Поразка   | 3–3 | Тра 2002 | Санкт-Пельтен, Австрія | Ґрунт    | Ніколас Лапентті  | 5–7, 4–6                     |

### Парний розряд: 6 (2–4)
| Легенда                  |
| ------------------------ |
| Великий шлем (0–0)       |
| Tennis Masters Cup (0–0) |
| Серія Мастерс ATP (0–0)  |
| Серія турнірів ATP (0–2) |
| Тур ATP (2–2)            |

| Фінали за покриттям |
| ------------------- |
| Тверде (0–0)        |
| Ґрунт (2–4)         |
| Трава (0–0)         |
| Килим (0–0)         |

| Результат | W/L | Дата     | Турнір                                          | Покриття | Партнер         | Суперники                           | Рахунок            |
| --------- | --- | -------- | ----------------------------------------------- | -------- | --------------- | ----------------------------------- | ------------------ |
| Поразка   | 0–1 | Тра 2000 | Мальорка, Іспанія                               | Ґрунт    | Альберто Мартін | Мікаель Льодра Дієго Наргісо        | 6–7(2–7), 6–7(3–7) |
| Поразка   | 0–2 | Кві 2001 | Барселона, Іспанія                              | Ґрунт    | Томмі Робредо   | Доналд Джонсон Джаред Палмер        | 6–7(2–7), 4–6      |
| Поразка   | 0–3 | Лип 2002 | Відкритий чемпіонат Хорватії з тенісу, Хорватія | Ґрунт    | Альберт Портас  | Франтішек Чермак Юліан Ноул         | 4–6, 4–6           |
| Поразка   | 0–4 | Лют 2003 | Abierto Mexicano TELCEL, Мексика                | Ґрунт    | Давид Феррер    | Марк Ноулз (тенісист) Деніел Нестор | 3–6, 3–6           |
| Перемога  | 1–4 | Тра 2004 | Касабланка, Марокко                             | Ґрунт    | Енцо Артоні     | Їв Аллегро Міхаель Кольманн         | 3–6, 6–0, 6–4      |
| Перемога  | 2–4 | Лип 2006 | Амерсфорт, Нідерланди                           | Ґрунт    | Альберто Мартін | Лукас Арнольд Кер Крістофер Кас     | 6–4, 6–3           |